# Hypena baltimoralis
Hypena baltimoralis là một loài bướm đêm thuộc họ Erebidae. Loài này có ở phía đông của Hoa Kỳ, phía tây và phía nam đến Wisconsin, Missouri và Florida và Texas.

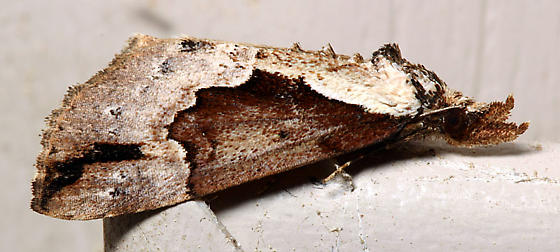

Sải cánh dài 26–32 mm. Con trưởng thành bay từ tháng 4 đến tháng 10 tùy theo địa điểm. There are at least two generations in New England và các thế hệ thêm về phía nam.
Ấu trùng ăn phong, chủ yếu cây phong đỏ và phong bạc.

## Hình ảnh

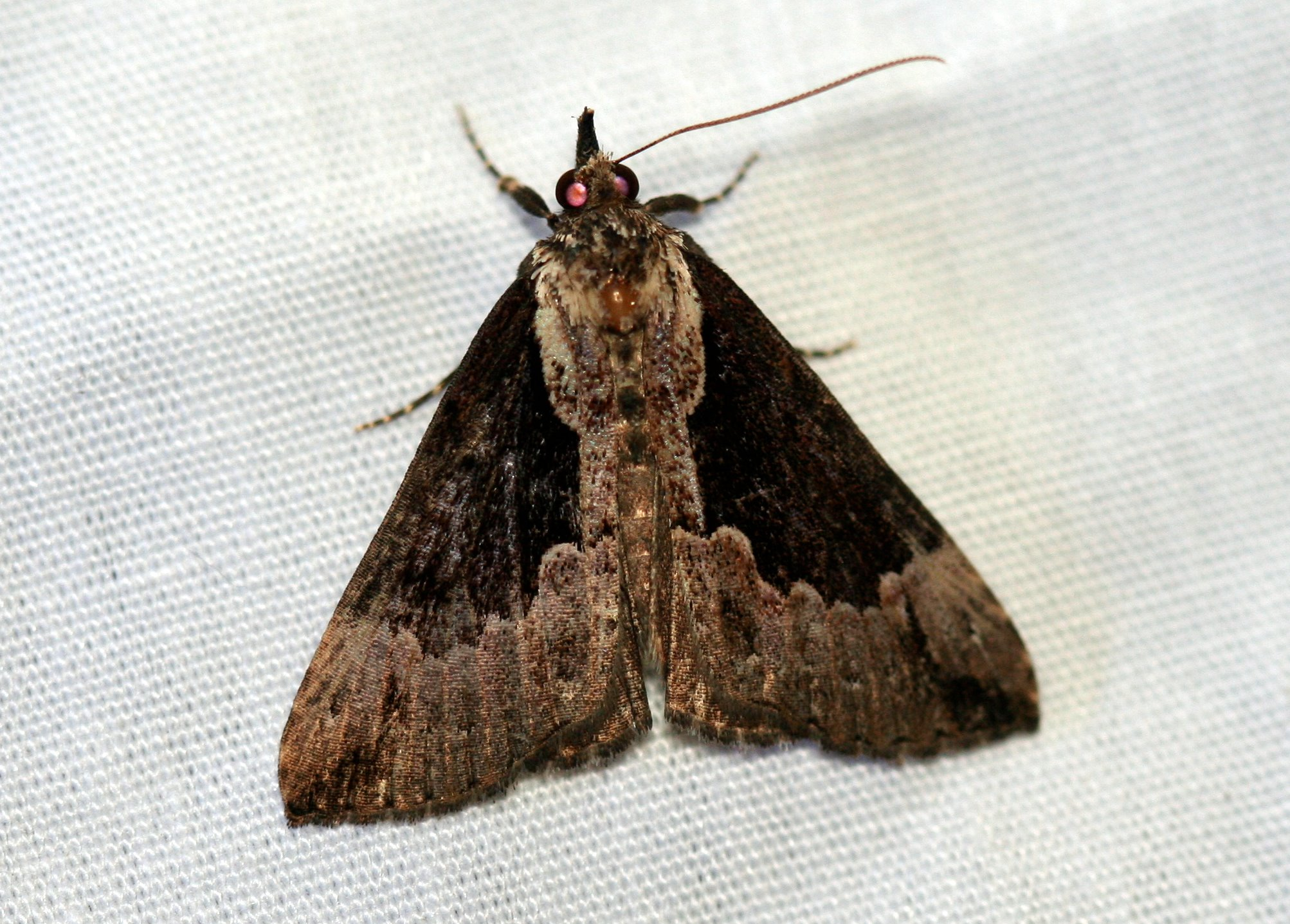
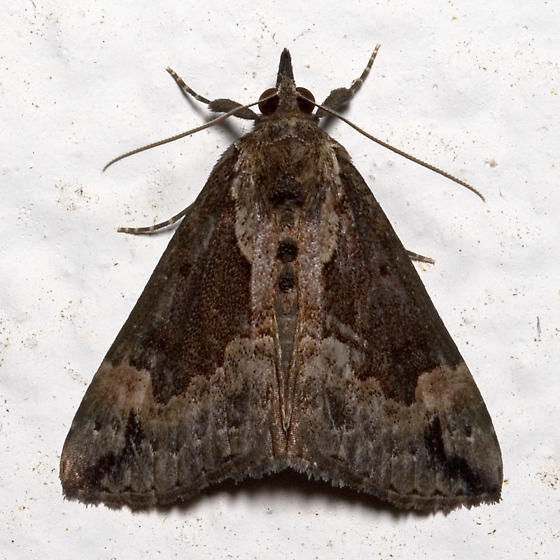